# تومرا
تومرا سیستمز آ.اس. آ (به انگلیسی: TOMRA Systems ASA) یا به اختصار تومرا، یک شرکت چند ملیتی تأسیس شده در نروژ، پیشرو در راه‌حل‌های فناورانه برای صنعت بازیافت و بزرگ‌ترین تولیدکنندهٔ دستگاه دریافت خودکار (جهت ظروف یک‌بار مصرف) یا آر.وی. ام (به انگلیسی: RVM) در جهان است.

## تاریخچه
شرکت تومرا در سال ۱۹۷۲ توسط دو برادر نروژی به نام‌های توره پلانکه و پتر پلانکه تأسیس شد. تومرا در دهه ۸۰ میلادی در بورس اوراق بهادار اسلو فهرست شده و در حال حاضر سهام آن به‌صورت عمومی در این بورس معامله می‌شود.